# Chrysometa otavalo
Chrysometa otavalo là một loài nhện trong họ Tetragnathidae.
Loài này thuộc chi Chrysometa. Chrysometa otavalo được Herbert W. Levi miêu tả năm 1986.